# 彭應參
彭應參（1553年—？），字汝省，號魯軒，河南汝寧府光州光山縣人，軍籍，明朝政治人物。

## 生平
萬曆四年（1576年）丙子科河南鄉試第三十八名，萬曆八年（1580年）庚辰科會試第一百九十九名，登三甲第一百六十四名進士。吏部觀政，本年授肥乡知县，丁憂归乡。十五年复除高陵县，十七年行取，选授广西道御史，二十年巡按浙江。万历二十二年(1594年)，彭应参路过烏程縣，前国子监祭酒范应期仇家千余人拦路告状，彭应参於是命令乌程知县张应望逮捕范应期。范应期自缢而死，其妻吴氏來到北京上訪。明神宗於是下令逮捕彭应参、张应望。後來有官員又想拯救彭应参等人，結果此舉徹底激怒明神宗，彭应参最終被逮入诏狱，後被撤職为民。

## 家族
曾祖彭璲；祖父彭宗陽；父彭時春，贈知县。母吳氏。